# Zásada
Zásada é uma comuna checa localizada na região de Liberec, distrito de Jablonec nad Nisou‎.